# Henryk Leliwa-Roycewicz

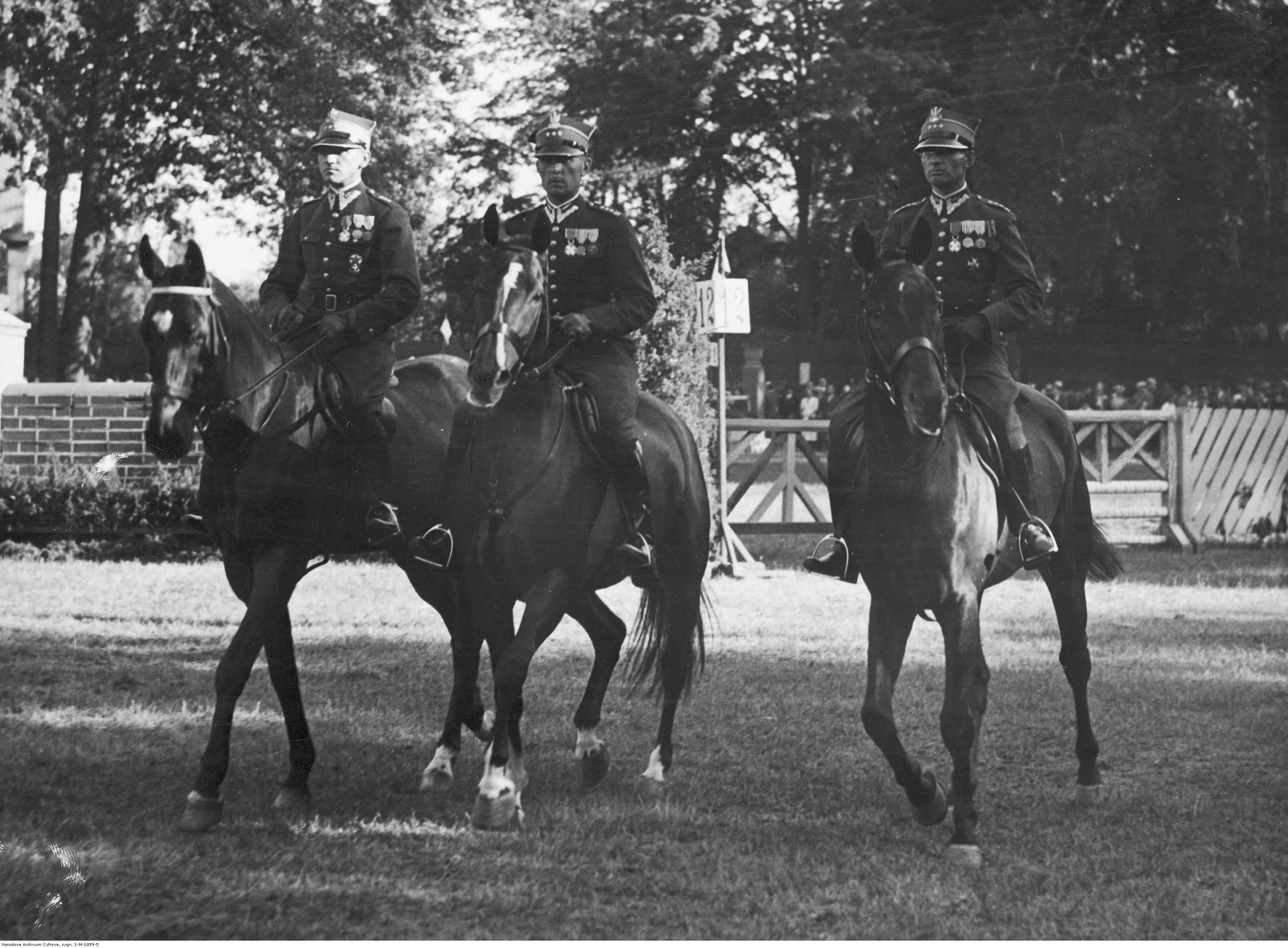
Międzynarodowe Zawody Hippiczne w Warszawie; czerwiec 1937. Ekipa polska: rtm. Seweryn Kulesza, rtm. Henryk Leliwa-Roycewicz i rtm. Zdzisław Kawecki.

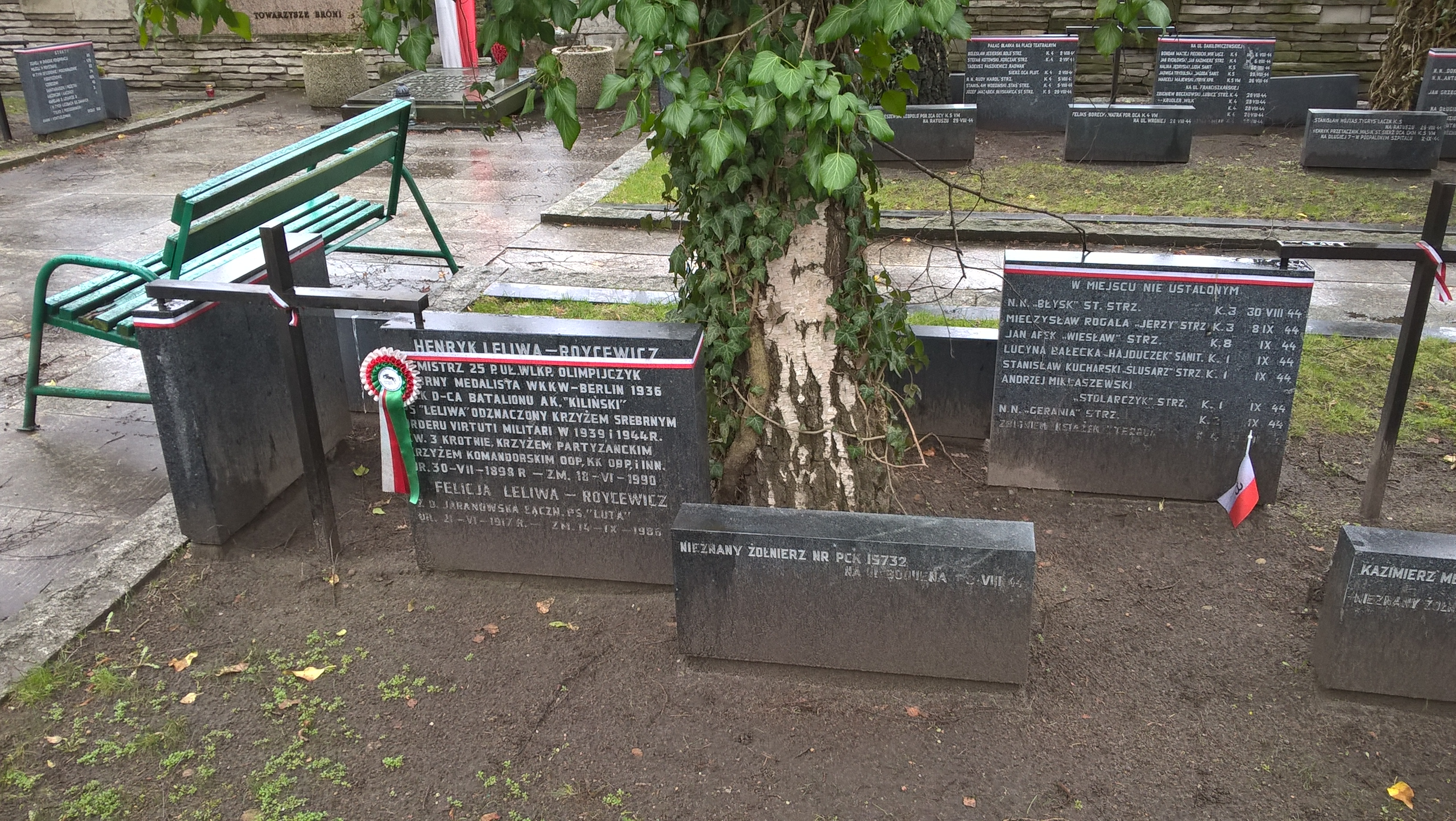
Grób Henryka Leliwy-Roycewicza

Henryk Leliwa-Roycewicz (ur. 30 lipca 1898 w Janopolu, zm. 18 czerwca 1990 w Warszawie) – pułkownik Wojska Polskiego, dowódca batalionu „Kiliński“ podczas powstania warszawskiego, medalista olimpijski w jeździectwie.

## Życiorys
Urodził się 30 lipca 1898 w majątku ziemskim w Janopolu na Litwie, w rodzinie Roberta i Eugenii z Likiewiczów. Do szkoły podstawowej tzw. Realnej chodził w Poniewieżu. Następnie uczęszczał do gimnazjum i Szkoły Handlowej w Kownie.
Od października 1917 był członkiem POW. Służbę wojskową rozpoczął w 1918 zgłaszając się na ochotnika do 1 pułku Ułanów Wileńskich. W 1920 ukończył warszawską Szkołę Podchorążych, a następnie kurs oficerów kawalerii w Wyższej Szkole Kawalerii w Grudziądzu. 1 czerwca 1921 otrzymał stopień podporucznika i został skierowany do 25 pułku Ułanów Wielkopolskich. Awansował na porucznika ze starszeństwem z dniem 1 września 1922, a na rotmistrza w 1936.
Ukończył kurs instruktorów jazdy i został członkiem grupy olimpijskiej sportu konnego w Centrum Wyszkolenia Kawalerii. Z dniem 10 lipca 1928 został przeniesiony do 25 puł. Instruktor jazdy konnej w latach 1937–1939 w CWK w Grudziądzu.
W kampanii wrześniowej 1939 r., w stopniu rotmistrza, dowodził 2 szwadronem 25 pułku Ułanów Wielkopolskich. Został ranny podczas walk z Armią Czerwoną. Dzięki ucieczce ze szpitala w Stryju udało mu się uniknąć losu pozostałych oficerów pułku, którzy zostali zamordowani w Katyniu. W 1941 przedostał się do Warszawy, gdzie został oficerem w IV Rejonie Armii Krajowej. Od listopada 1943 do końca powstania warszawskiego dowódca batalionu „Kiliński”. Największym sukcesem batalionu było zdobycie 20 sierpnia 1944 budynku PAST-y przy ul. Zielnej 37/39. 8 września został ciężko ranny. 20 września 1944 z rozkazu Komendanta Sił Zbrojnych w Kraju otrzymał awans do stopnia majora, a 27 września 1944 – podpułkownika. Po upadku powstania ukrywał się u krewnych w okolicach Grójca.
Po wojnie pracował w Wojewódzkim Urzędzie Ziemskim w Warszawie na stanowisku inspektora hodowli koni, w październiku 1945 został mianowany naczelnikiem wydziału administracyjnego. W 1946 ukończył Wyższy Kurs Administracyjny przy Prezydium Rady Ministrów. W styczniu 1949 został aresztowany przez UB pod zarzutem nielegalnej działalności w AK i skazany przez sąd na sześć lat więzienia. W kwietniu 1954 wyszedł z więzienia, a 20 lipca 1957 został oczyszczony od ciążących na nim zarzutów. Do 1960 był trenerem w warszawskim klubie jeździeckim, do 1968 rzeczoznawcą koni w „Polcargo”, do 1972 trenerem jeździeckim w Legii.
W 1990 został mianowany pułkownikiem Wojska Polskiego.
Zmarł w Warszawie, pochowany w kwaterze Batalionu „Kiliński” na cmentarzu Wojskowym na Powązkach (kwatera B24-3-10a).

## Życie prywatne
Był dwukrotnie żonaty: po raz pierwszy (od 24 października 1927 do rozwodu) ze starszą od niego o 10 lat Wandą Marią z Wołłowiczów Strawińską, później od 4 kwietnia 1943 z Felicją z Jaranowskich (1917–1986), łączniczką w powstaniu warszawskim ps. „Luta”, z którą miał córkę Grażynę (ur. IV 1944, zm. VIII 1944) i syna Olgierda (ur. 1945), który był trzecim mężem aktorki Ewy Lemańskiej.

## Jeździectwo
Jego wielką pasją były konie. Na Igrzyskach Olimpijskich w Berlinie 1936 w drużynowym WKKW zdobył srebrny medal (w drużynie byli także: Zdzisław Kawecki i Seweryn Kulesza). W zdobyciu złotego medalu przeszkodzili gospodarze igrzysk, którzy mylnie poinformowali go o ominięciu przez niego wcześniejszej przeszkody i dyskwalifikacji. Leliwa-Roycewicz zawrócił, aby powtórnie „zaliczyć” przeszkodę. Dopiero gdy to zrobił, dowiedział się, że zaszła pomyłka. Strata czasu oraz dodatkowe cztery kilometry, które musiał przebiec koń (Arlekin III), nie pozwoliły na doścignięcie zwycięzców zawodów – drużyny Niemiec. W konkursie indywidualnym zajął 15. miejsce.
Inne osiągnięcia sportowe to: 3-krotne zwycięstwo w Pucharze Narodów (1928, 1931, 1932), mistrzostwo Polski w WKKW, 6-krotne wicemistrzostwo w WKKW, ujeżdżeniu i w skokach przez przeszkody.

## Ordery i odznaczenia
- Krzyż Srebrny Orderu Virtuti Militari (dwukrotnie: za kampanię wrześniową 1939 i 2 października 1944[4])[7]
- Krzyż Komandorski Orderu Odrodzenia Polski
- Krzyż Walecznych (trzykrotnie)
- Warszawski Krzyż Powstańczy[8]
- Srebrny Krzyż Zasługi (19 marca 1937)[9]
- Medal Pamiątkowy za Wojnę 1918–1921
- Medal Dziesięciolecia Odzyskanej Niepodległości
- Państwowa Odznaka Sportowa[10]
- Honorowa Odznaka Jeździecka (1936)
- Medal pamiątkowy Grudziądzkiego Towarzystwa Kulturalnego dla upamiętnienia I Zjazdu oficerów służby stałej kawalerii II RP[11].

## Upamiętnienie
W dniu 29 listopada 1996 Szkoła Podstawowa nr 55 w Warszawie przyjęła imię płk. Henryka Leliwy-Roycewicza.
Uchwałą Rady Gminy Warszawa-Centrum w dniu 28 czerwca 2001 nadano Zespołowi Szkół Sportowych nr 1 (później nr 70) imię płk. Henryka Leliwy-Roycewicza.
W 2016 roku na budynku PAST-y przy ul. Zielnej 39 odsłonięto tablicę upamiętniającą Henryka Leliwę-Roycewicza.